# Herbert Brücker
Pour les articles homonymes, voir Brucker.
 Herbert Brücker  (10 octobre 1921-16 mars 2007) est un officier franco-américain qui, pendant la Seconde Guerre mondiale, fut un agent secret de l'OSS et du Special Operations Executive. Il fut notamment l'opérateur radio du réseau HERMIT.

## Identités
- État civil : Herbert R. Brücker
- Comme agent du SOE, section F :
  - Nom de guerre (field name) : « Sacha »
  - Nom de code opérationnel : BOATSWAIN (en français MAÎTRE D’ÉQUIPAGE)
  - Nom de code du Plan, pour la centrale radio : WAISTCOAT
  - Autre pseudo : Hubert

Parcours militaire : 1940, engagé dans l’US Army, grade : private ; 1942, grade : sergeant ; août 1943, OSS, radio operator, grade : T4 ; 1944, Special Operations Branch (SO) and SOE HERMIT Network, grade : 2d Lt ; 1945, Detachment 101 Birmanie et Chine (équipe IBEX, Chine) ; 1952, 10th Special Forces Group, Major.
Pour accéder à des photographies d'Herbert Brücker, se reporter à la section Sources et liens externes en fin d'article.

## Famille
- Son père : Français de naissance
- Sa mère : Germano-américaine

## Éléments biographiques
1921. Herbert Brücker naît à Newark (New Jersey) le 10 octobre.
Il grandit en Alsace.
1938. Il va aux États-Unis.
1940. Il s’engage dans l’armée américaine. Il est formé comme opérateur radio.
1943. À la fin de l’année, en raison de son origine française, T/4 Brücker est recruté par l’Office of Strategic Services (OSS). Après un entraînement dans la branche SO des opérations spéciales de l’OSS, Brücker est détaché au SOE britannique. 
1944. Commissionné comme 2d Lieutenant, il est parachuté en France occupée, près de Blois, le 27 mai 1944 comme opérateur radio du réseau  HERMIT auprès de Roger Henquet. Il reste en France jusqu’au 11 septembre 1944.
Après avoir été brièvement affecté en Birmanie au détachement OSS 101, il est envoyé en Chine. Là, il est un membre de l’équipe IBEX, qui est une partie de l’effort de l’OSS  pour utiliser des troupes chinoises à mener une guérilla contre les troupes d’occupation japonaises. 
Après la Seconde Guerre mondiale, Brücker reste aux États-Unis.
1952. Il est recruté par les Forces spéciales de l’US Army. Pionnier des Forces spéciales, il conduit des cours d’évasion et il est un membre d’origine de 10th Special Forces Group en Allemagne. Avant de partir en Allemagne, lui et son camarade le capitaine Roger Pezelle commandèrent le premier lot de bérêts verts pour une utilisation locale. Finalement toute la branche des Forces spéciales adopta ce bérêt comme coiffure distinctive, leur valant le surnom populaire de « Bérêts verts ». Cela constitua la plus grande contribution de Brücker aux Forces spéciales, et celle qui eut le sort le plus durable.
Plus tard, il sert dans le 77th Special Forces Group à Fort Bragg et il est instructeur pour l’obtention de la qualification SF (ou « Q »).
1959. Brücker participle au Laos à l’opération HOT FOOT, plus tard renommée WHITE STAR.
2007. Herbert Brücker meurt le 16 mars 2007 à son domicile de Fayetteville (Caroline du Nord), à l’âge de 85 ans.

## Reconnaissance

### Distinctions
- France : Croix de guerre 1939-1945 avec palme d’argent,
- États-Unis : DSC

### Monuments et voies
- Près de Blois, un mémorial lui rend hommage.
- Un rond-point porte son nom à Blois.

## Sources et liens externes
- Fiche Herbert Brücker, avec photographies : voir le site Special Forces Roll of Honour.
- Lt. Col. E.G. Boxshall, Chronology of SOE operations with the resistance in France during world war II, 1960, document dactylographié (exemplaire en provenance de la bibliothèque de Pearl Witherington-Cornioley, consultable à la bibliothèque de Valençay). Voir sheet 8 A, HERMIT CIRCUIT.
- Jean-Marc Delecluse, Mission accomplie en 1944, nom de code : Hermit et Sussex, Association du musée de Blois, 2002, (ISBN 2-9518476-01) édité erroné (BNF 38901669). Ce document contient la traduction en français, par Raymond Compain, des rapports des trois membres du réseau HERMIT : Roger Henquet (p. 20-47), Herbert Brücker (p. 48-50) et Henri Fucs (p. 53-57).
- Libre Résistance, bulletin d’information et de liaison, anciens des Réseaux de la Section F du S.O.E. (Special Operations Executive), réseaux BUCKMASTER, numéro 35, 1er trimestre 2013, page 6.
- OSS-101 ASSOCIATION incorporated, Summer 2007